# Manubrium
El manubrium sterni o mango del esternón (en latín manubrĭum, 'mango'), es la parte superior ensanchada del esternón. Está situado ventralmente y tiene forma cuadrangular, siendo más ancho arriba y más estrecho en la parte inferior. Está articulado con las clavículas y las dos primeras costillas.

## Características
La parte superior es la parte más ancha y presenta en el centro la muesca yugular o preesternal. A cada lado de la muesca hay una superficie articular ovalada, dirigida hacia arriba, hacia atrás y hacia un lado, para articularse con el extremo de la clavícula. La parte inferior, ovalada y áspera, está cubierta por una fina capa de cartílago para articularse con el cuerpo. Los bordes laterales están marcadas cada una por una depresión donde se aloja el primer cartílago costal, y debajo por una pequeña faceta que forma una muesca para la recepción del cartílago costal de la segunda costilla. Entre estas dos muescas laterales hay un borde estrecha y curva que se inclina de arriba abajo y hacia el centro.

## Galería

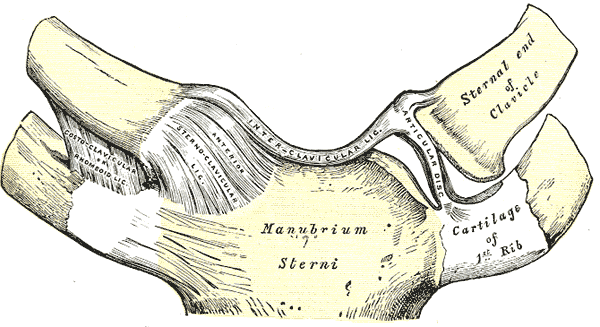
Articulación esternoclavicular. Vista anterior.
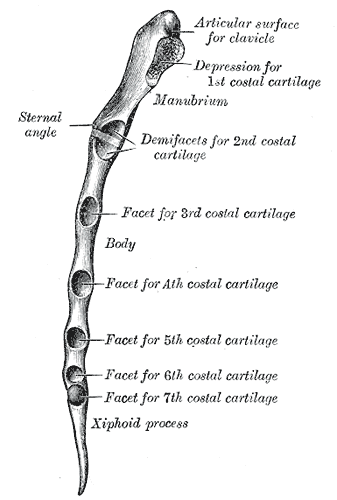
Lado lateral del esternón